# Championnats du monde de patinage artistique 1990
Navigation
Mondiaux 1989 Mondiaux 1991
Les championnats du monde de patinage artistique 1990 ont lieu du 6 au 11 mars 1990 au Metro Centre de Halifax au Canada.
Ce sont les derniers championnats du monde où les patineurs des catégories individuelles masculine et féminine présentent les figures imposées.

## Qualifications
Les patineurs sont éligibles à l'épreuve s'ils représentent une nation membre de l'Union internationale de patinage (International Skating Union en anglais). Les fédérations nationales sélectionnent leurs patineurs en fonction de leurs propres critères.
Sur la base des résultats des championnats du monde 1989, l'Union internationale de patinage autorise chaque pays à avoir de une à trois inscriptions par discipline. 
| Entrées                                                    | Messieurs                                         | Dames                                                    | Couples                                                      | Danse sur glace                                      |
| ---------------------------------------------------------- | ------------------------------------------------- | -------------------------------------------------------- | ------------------------------------------------------------ | ---------------------------------------------------- |
| 3                                                          | Canada Pologne États-Unis                         | Allemagne de l'Ouest Japon États-Unis                    | Canada Union soviétique États-Unis                           | France Hongrie Union soviétique                      |
| 2                                                          | Australie Suisse Tchécoslovaquie Union soviétique | Allemagne de l'Est Canada France Italie Union soviétique | Allemagne de l'Ouest Allemagne de l'Est Australie États-Unis | Canada Italie Royaume-Uni Tchécoslovaquie États-Unis |
| Les pays non listés dans ce tableau ont droit à une entrée |                                                   |                                                          |                                                              |                                                      |

## Podiums
| Épreuves                            | Or                                   | Argent                              | Bronze                               |
| ----------------------------------- | ------------------------------------ | ----------------------------------- | ------------------------------------ |
| Messieurs résultats détaillés       | Kurt Browning                        | Viktor Petrenko                     | Christopher Bowman                   |
| Dames résultats détaillés           | Jill Trenary                         | Midori Ito                          | Holly Cook                           |
| Couples résultats détaillés         | Ekaterina Gordeeva / Sergueï Grinkov | Isabelle Brasseur / Lloyd Eisler    | Natalia Mishkutenok / Artur Dmitriev |
| Danse sur glace résultats détaillés | Marina Klimova / Sergueï Ponomarenko | Isabelle Duchesnay / Paul Duchesnay | Maïa Oussova / Alexandre Jouline     |

## Tableau des médailles
| Rang  | Nation           | Or | Argent | Bronze | Total |
| ----- | ---------------- | -- | ------ | ------ | ----- |
| 1     | Union soviétique | 2  | 1      | 2      | 5     |
| 2     | Canada           | 1  | 1      | 0      | 2     |
| 3     | États-Unis       | 1  | 0      | 2      | 3     |
| 4     | France           | 0  | 1      | 0      | 1     |
| 4     | Japon            | 0  | 1      | 0      | 1     |
| Total | Total            | 4  | 4      | 4      | 12    |

## Détails des compétitions
Pour la saison 1989/1990, les calculs des points se font selon la méthode suivante :
- chez les Messieurs et les Dames (0.4 point par place pour les figures imposées, 0.6 point par place pour le programme court, 1 point par place pour le programme libre)
- chez les couples artistiques (0.5 point par place pour le programme court, 1 point par place pour le programme libre)
- en danse sur glace (0.4 point par place pour les deux danses imposées, 0.6 point par place pour la danse originale, 1 point par place pour la danse libre)

### Messieurs
| Rang                                        | Nom                    | Nation               | Points | Fig. impo. | Prog. court | Prog. libre |
| ------------------------------------------- | ---------------------- | -------------------- | ------ | ---------- | ----------- | ----------- |
| 1                                           | Kurt Browning          | Canada               | 3.0    | 2          | 2           | 1           |
| 2                                           | Viktor Petrenko        | Union soviétique     | 3.8    | 3          | 1           | 2           |
| 3                                           | Christopher Bowman     | États-Unis           | 7.8    | 6          | 4           | 3           |
| 4                                           | Grzegorz Filipowski    | Pologne              | 9.2    | 4          | 6           | 4           |
| 5                                           | Todd Eldredge          | États-Unis           | 11.6   | 7          | 3           | 7           |
| 6                                           | Petr Barna             | Tchécoslovaquie      | 12.4   | 5          | 9           | 5           |
| 7                                           | Richard Zander         | Allemagne de l'Ouest | 14.6   | 1          | 7           | 10          |
| 8                                           | Vyacheslav Zahorodnyuk | Union soviétique     | 16.0   | 10         | 5           | 9           |
| 9                                           | Elvis Stojko           | Canada               | 17.2   | 16         | 8           | 6           |
| 10                                          | Paul Wylie             | États-Unis           | 19.6   | 8          | 14          | 8           |
| 11                                          | Michael Slipchuk       | Canada               | 22.6   | 14         | 10          | 11          |
| 12                                          | Cameron Medhurst       | Australie            | 23.4   | 12         | 11          | 12          |
| 13                                          | Oliver Höner           | Suisse               | 28.4   | 9          | 13          | 17          |
| 14                                          | Philippe Candeloro     | France               | 29.8   | 19         | 12          | 15          |
| 15                                          | Jung Sung-il           | Corée du Sud         | 30.2   | 18         | 15          | 14          |
| 16                                          | Alessandro Riccitelli  | Italie               | 31.4   | 13         | 17          | 16          |
| 17                                          | András Száraz          | Hongrie              | 33.6   | 15         | 16          | 18          |
| 18                                          | Steven Cousins         | Royaume-Uni          | 33.8   | 25         | 18          | 13          |
| 19                                          | Ralph Burghart         | Autriche             | 34.8   | 11         | 19          | 19          |
| 20                                          | Oula Jääskeläinen      | Finlande             | 39.4   | 17         | 21          | 20          |
| Patineurs éliminés après le programme court |                        |                      |        |            |             |             |
| 21                                          | Mirko Eichhorn         | Allemagne de l'Est   |        | 22         | 20          | NC          |
| 22                                          | Peter Johansson        | Suède                |        | 20         | 22          | NC          |
| 23                                          | Lars Dresler           | Danemark             |        | 21         | 24          | NC          |
| 24                                          | Tatsuya Fujii          | Japon                |        | 24         | 26          | NC          |
| 25                                          | Jan Erik Digernes      | Norvège              |        | 30         | 23          | NC          |
| 26                                          | Cornel Gheorghe        | Roumanie             |        | 28         | 25          | NC          |
| 27                                          | Alcuin Schulten        | Pays-Bas             |        | 23         | 29          | NC          |
| 28                                          | David Liu              | Taipei chinois       |        | 27         | 28          | NC          |
| 29                                          | Stephen Carr           | Australie            |        | 29         | 27          | NC          |
| 30                                          | Alexandre Geers        | Belgique             |        | 26         | 31          | NC          |
| 31                                          | Alexander Mladenov     | Bulgarie             |        | 31         | 30          | NC          |

### Dames
| Rang                                          | Nom                | Nation               | Points | Fig. impo. | Prog. court | Prog. libre |
| --------------------------------------------- | ------------------ | -------------------- | ------ | ---------- | ----------- | ----------- |
| 1                                             | Jill Trenary       | États-Unis           | 5.4    | 1          | 5           | 2           |
| 2                                             | Midori Ito         | Japon                | 5.6    | 10         | 1           | 1           |
| 3                                             | Holly Cook         | États-Unis           | 7.4    | 4          | 3           | 4           |
| 4                                             | Kristi Yamaguchi   | États-Unis           | 7.8    | 9          | 2           | 3           |
| 5                                             | Natalia Lebedeva   | Union soviétique     | 9.2    | 2          | 4           | 6           |
| 6                                             | Lisa Sargeant      | Canada               | 11.4   | 7          | 6           | 5           |
| 7                                             | Patricia Neske     | Allemagne de l'Ouest | 13.0   | 3          | 8           | 7           |
| 8                                             | Evelyn Großmann    | Allemagne de l'Est   | 18.2   | 12         | 9           | 8           |
| 9                                             | Surya Bonaly       | France               | 20.2   | 15         | 7           | 10          |
| 10                                            | Marina Kielmann    | Allemagne de l'Ouest | 21.2   | 8          | 15          | 9           |
| 11                                            | Tamara Téglássy    | Hongrie              | 24.0   | 11         | 11          | 13          |
| 12                                            | Junko Yaginuma     | Japon                | 25.8   | 19         | 12          | 11          |
| 13                                            | Beatrice Gelmini   | Italie               | 26.4   | 6          | 10          | 18          |
| 14                                            | Yuka Sato          | Japon                | 28.0   | 16         | 16          | 12          |
| 15                                            | Tanja Krienke      | Allemagne de l'Est   | 31.2   | 13         | 20          | 14          |
| 16                                            | Sabine Contini     | Italie               | 31.2   | 21         | 13          | 15          |
| 17                                            | Lily Lyoonjung Lee | Corée du Sud         | 31.6   | 18         | 14          | 16          |
| 18                                            | Željka Čižmešija   | Yougoslavie          | 32.8   | 5          | 18          | 20          |
| 19                                            | Helene Persson     | Suède                | 36.4   | 14         | 23          | 17          |
| 20                                            | Anisette Torp-Lind | Danemark             | 38.4   | 17         | 21          | 19          |
| Patineuses éliminées après le programme court |                    |                      |        |            |             |             |
| 21                                            | Laëtitia Hubert    | France               |        | 25         | 17          | NC          |
| 22                                            | Emma Murdoch       | Royaume-Uni          |        | 23         | 19          | NC          |
| 23                                            | Mirjam Wehrli      | Suisse               |        | 22         | 22          | NC          |
| 24                                            | Marcela Kochollova | Tchécoslovaquie      |        | 20         | 24          | NC          |
| 25                                            | Nathalie Crothers  | Australie            |        | 24         | 27          | NC          |
| 26                                            | Mari Niskanen      | Finlande             |        | 26         | 26          | NC          |
| 27                                            | Milena Marinovich  | Bulgarie             |        | 29         | 25          | NC          |
| 28                                            | Sandrine Goes      | Belgique             |        | 27         | 28          | NC          |
| 29                                            | Diana Marcos       | Mexique              |        | 28         | 29          | NC          |

### Couples
| Rang | Nom                                   | Nation               | Points | Prog. court | Prog. libre |
| ---- | ------------------------------------- | -------------------- | ------ | ----------- | ----------- |
| 1    | Ekaterina Gordeeva / Sergueï Grinkov  | Union soviétique     | 1.5    | 1           | 1           |
| 2    | Isabelle Brasseur / Lloyd Eisler      | Canada               | 4.0    | 4           | 2           |
| 3    | Natalia Mishkutenok / Artur Dmitriev  | Union soviétique     | 4.0    | 2           | 3           |
| 4    | Larisa Seleznyova / Oleg Makarov      | Union soviétique     | 5.5    | 3           | 4           |
| 5    | Kristi Yamaguchi / Rudy Galindo       | États-Unis           | 7.5    | 5           | 5           |
| 6    | Christine Hough / Doug Ladret         | Canada               | 9.5    | 7           | 6           |
| 7    | Mandy Wötzel / Axel Rauschenbach      | Allemagne de l'Est   | 10.0   | 6           | 7           |
| 8    | Radka Kovaříková / René Novotný       | Tchécoslovaquie      | 12.0   | 8           | 8           |
| 9    | Cindy Landry / Lyndon Johnston        | Canada               | 14.0   | 10          | 9           |
| 10   | Peggy Schwarz / Alexander König       | Allemagne de l'Est   | 14.5   | 9           | 10          |
| 11   | Natasha Kuchiki / Todd Sand           | États-Unis           | 16.5   | 11          | 11          |
| 12   | Anuschka Gläser / Stefan Pfrengle     | Allemagne de l'Ouest | 18.0   | 12          | 12          |
| 13   | Sharon Carz / Doug Williams           | États-Unis           | 19.5   | 13          | 13          |
| 14   | Henriette Worner / Andreas Sigurdsson | Allemagne de l'Ouest | 21.0   | 14          | 14          |
| 15   | Catherine Barker / Michael Aldred     | Royaume-Uni          | 23.0   | 16          | 15          |
| 16   | Danielle Carr / Stephen Carr          | Australie            | 23.5   | 15          | 16          |

### Danse sur glace
| Rang                                               | Nom                                         | Nation               | Points | Danses imposées | Danse originale | Danse libre |
| -------------------------------------------------- | ------------------------------------------- | -------------------- | ------ | --------------- | --------------- | ----------- |
| 1                                                  | Marina Klimova / Sergueï Ponomarenko        | Union soviétique     | 3.0    | 1               | 1               | 2           |
| 2                                                  | Isabelle Duchesnay / Paul Duchesnay         | France               | 3.4    | 3               | 2               | 1           |
| 3                                                  | Maïa Oussova / Alexandre Jouline            | Union soviétique     | 5.6    | 2               | 3               | 3           |
| 4                                                  | Susan Wynne / Joseph Druar                  | États-Unis           | 8.4    | 5               | 4               | 4           |
| 5                                                  | Oksana Grichtchouk / Ievgueni Platov        | Union soviétique     | 10.4   | 6               | 5               | 5           |
| 6                                                  | Susanna Rahkamo / Petri Kokko               | Finlande             | 13.0   | 7               | 7               | 6           |
| 7                                                  | Jo Anne Borlase / Martin Smith              | Canada               | 15.0   | 8               | 8               | 7           |
| 8                                                  | April Sargent / Russ Witherby               | États-Unis           | 17.0   | 9               | 9               | 8           |
| 9                                                  | Michelle McDonald / Mark Mitchell           | Canada               | 19.0   | 10              | 10              | 9           |
| 10                                                 | Stefania Calegari / Pasquale Camerlengo     | Italie               | 21.0   | 11              | 11              | 10          |
| 11                                                 | Ivana Střondalová / Milan Brzý              | Tchécoslovaquie      | 23.4   | 13              | 12              | 11          |
| 12                                                 | Isabelle Sarech / Xavier Debernis           | France               | 25.2   | 12              | 14              | 12          |
| 13                                                 | Małgorzata Grajcar / Andrzej Dostatni       | Pologne              | 26.4   | 14              | 13              | 13          |
| 14                                                 | Anna Croci / Luca Mantovani                 | Italie               | 29.0   | 15              | 15              | 14          |
| 15                                                 | Monika Mandikova / Oliver Pekar             | Tchécoslovaquie      | 31.0   | 16              | 16              | 15          |
| 16                                                 | Regina Woodward / Csaba Szentpéteri         | Hongrie              | 33.0   | 17              | 17              | 16          |
| 17                                                 | Lynn Burton / Andrew Place                  | Royaume-Uni          | 36.4   | 20              | 19              | 17          |
| 18                                                 | Christelle Gauthier / Alberick Dalongeville | France               | 37.0   | 18              | 18              | 19          |
| 19                                                 | Kaoru Takino / Kenji Takino                 | Japon                | 37.6   | 19              | 20              | 18          |
| Abandon                                            | Klára Engi / Attila Tóth                    | Hongrie              |        | 4               | 6               |             |
| Couples de danse éliminés après la danse originale |                                             |                      |        |                 |                 |             |
| 21                                                 | Ann Hall / Jason Blomfield                  | Royaume-Uni          |        | 22              | 21              | NC          |
| 22                                                 | Petra Zietemann / Frank Ladd-Oshiro         | Allemagne de l'Ouest |        | 21              | 22              | NC          |
| 23                                                 | Krisztina Kerekes / Gabor Kolescanszky      | Hongrie              |        | 23              | 23              | NC          |
| 24                                                 | Diane Gerencser / Bernard Columberg         | Suisse               |        | 24              | 24              | NC          |
| 25                                                 | Monica MacDonald / Duncan Smart             | Australie            |        | 25              | 25              | NC          |
| 26                                                 | Petia Gavazova / Nikolai Tonev              | Bulgarie             |        | 26              | 26              | NC          |
| 27                                                 | Park Kyung-sook / Han Seung-jong            | Corée du Sud         |        | 27              | 27              | NC          |